# Вашингтоны
Ва́шингтоны (англ. Washington) — американская политическая династия англо-шотландского происхождения. Она занимала видное место в колониальной Америке и достигла больших экономических и политических высот, особенно в колонии Виргиния, владея несколькими ценными плантациями, в основном зарабатывая деньги на выращивании табака. Членами семьи были первый президент Соединённых Штатов Джордж Вашингтон и его племянник Бушрод Вашингтон, который являлся судьёй Верховного суда Соединённых Штатов.

## История

### Происхождение
Вашингтоны берут своё начало от сэра Уильяма де Хертбёрна, который происходил из Данкельдской династии, через свою мать Маргариту Хантингдонскую. Во время Нормандского завоевания Англии Вильгельмом Завоевателем Уильям де Хертбёрн получил титул лорда Уэссингтона в графстве Дарем и принял фамилию «де Уэссингтон» (де Вашингтон), ставшую впоследствии «Вашингтон». В течение следующих 500 лет семья Вашингтонов будет продолжать оставаться значимыми землевладельцами в графстве Дарем. Однако они никогда не входили в английское пэрство.
Родовым имением Вашингтонов с 1180 по 1613 год являлся Вашингтон Олд Холл, расположенный в Тайн-энд-Уире в Вашингтоне. Здание ныне принадлежит Национальному фонду. Лоуренс Вашингтон (1602—1652), прапрадед президента Джорджа Вашингтона, был английским священником. Его брат, Уильям Вашингтон, женился на сводной сестре Джорджа Вильерса, 1-го герцога Бекингема.

### Американская ветвь
Вашингтоны прибыли в колонию Виргиния в 1657 году, когда Джон Вашингтон (1633—1677), сын Лоуренса Вашингтона, прибыл в устье Потомака на корабле «Лондонская морская лошадь». Он стал плантатором, военным и политиком в колониальной Виргинии и подполковником местной милиции. Он поселился в округе Уэстморленд.
Джон Вашингтон женился на Энн Поуп в 1658 году и имел следующих детей: Лоуренс Вашингтон (1659—1698) — дед президента Джорджа Вашингтона, Джон Вашингтон-младший и Энн Вашингтон. Ещё двое детей, имена которых неизвестны, упоминались как умершие, когда Джон писал своё завещание 21 сентября 1675 года Энн Поуп была дочерью англичанина Натаниэля Поупа и Люси Фокс..
Семья, особенно Лоуренс Вашингтон, достигла больших экономических успехов, особенно в том, что касается недвижимости, владея несколькими плантациями в основном выращивающими табак. Лоуренс женился на Милдред Уорнер (1671—1701) в 1686 году и имел троих детей: Джона Вашингтона III (1692—1746), Огастина Вашингтона (1694—1743) и Милдред Вашингтон (1698—1747). Милдред Уорнер была дочерью Огастина Уорнера-младшего (1642—1681) и Милдред Рид (1642—1693). Её дедушкой по отцовской линии был английский поселенец Огастин Уорнер-старший (1611—1674).
Лоуренс умер в возрасте 38 лет в феврале 1698 года в Уорнер-холле в Глостере в том же году, когда родилась его дочь. После его смерти Милдред Уорнер вышла замуж за Джорджа Гейла, который переехал с семьёй в Уайтхейвен в Англию, где Милдред умерла в 1701 году в возрасте 30 лет после тяжёлых родов.
Огастин Вашингтон родился на плантации Бриджес-Крик в Уэстморленде 12 ноября 1694 года. Огастин женился дважды. Его первая жена, Джейн Батлер, умерла в 1730 году, оставив троих детей: Лоуренса (1718—1752), Огастина-младшего (1720—1762) и Джейн (1722—1735). 
Его второй брак в 1730 году с Мэри Болл (1708—1789) произвёл на свет шестерых детей: Джорджа (1732—1799), Элизабет (1733—1797), Сэмюэля (1734—1781), Джона Огастина (1736—1787), Чарльза (1738—1799) и Милдред Вашингтон (1739—1740). Мэри Болл выросла в семейном поместье Эппинг Форест, будучи единственным ребёнком Джозефа Болла (1649—1711), английского судьи, вестримана, подполковника и члена палаты бюргеров в колонии Виргиния.
Семья Вашингтонов владела землёй на берегу реки Потомак в Фэрфаксе со времён Джона Вашингтона в 1674 году. Примерно в 1734 году, когда Джорджу было около двух лет, Огастин перевёз свою вторую жену Мэри и детей на плантацию под названием Литтл Хантинг Крик. Огастин начал расширение семейного дома, которое продолжалось при их сыне Джордже, который начал сдавать в аренду поместье Маунт-Вернон в 1754 году, став его единственным владельцем в 1761 году.
Джордж Вашингтон родился 22 февраля 1732 года в Поупс-Крике и был старшим из шести детей Огастина. Он стал американским политическим лидером, военным генералом и отцом-основателем, который был первым президентом Соединенных Штатов с 1789 по 1797 год. Вашингтон умер 14 декабря 1799 года в возрасте 67 лет в Маунт-Верноне. У Джорджа не было биологических детей. У его жены Марты Дэндридж (1731—1802) было четверо детей от первого брака с Дэниелом Парком Кастисом (1711—1757). Этими приёмными детьми были Дэниел (1751—1754), Фрэнсис (1753—1757), Джон (1754—1781) и Марта (1756—1773).

### Статьи
- Edward D. Neill, John Washington and Robert Orme. The Ancestry and Earlier Life of George Washington // The Pennsylvania Magazine of History and Biography. — 1892. — Октябрь (т. 16, № 3). — С. 261-298.